# Jerome Boger

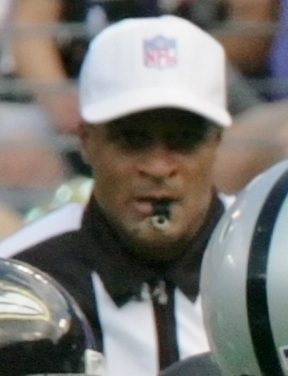
Jerome Boger (2006)

Jerome Leonard Boger (* 1. Juli 1955 in Atlanta, Georgia) ist ein ehemaliger US-amerikanischer Schiedsrichter im American Football, der zwischen den Jahren 2004 und 2022 in der NFL tätig war. Er war Schiedsrichter des Super Bowls XLVII und trug die Uniform mit der Nummer 23.

## Karriere

### College Football
Vor dem Einstieg als professioneller Schiedsrichter arbeitete er im College Football in der Conference USA.

### Professionelle Footballligen
Im Anschluss war er in der Arena Football League und NFL Europe tätig. U. a. leitete er den World Bowl XIV.

### National Football League
Boger begann im Jahr 2004 seine NFL-Laufbahn als Line Judge beim Spiel der Carolina Panthers gegen die Green Bay Packers. Nachdem die Schiedsrichter Bernie Kukar und Tom White ihren Rücktritt bekannt gegeben hatten, wurde er zur NFL-Saison 2006 zum Hauptschiedsrichter ernannt. Sein erstes Spiel – die Cleveland Browns gegen die New Orleans Saints – leitete er am 10. September 2006.
Er leitete den Super Bowl XLVII im Jahr 2013. Zwei Jahre zuvor, beim Super Bowl XLV, war er Ersatzschiedsrichter. Zudem leitete er den Pro Bowl 2017.
Nach seinem Rücktritt 2022 wurde Alan Eck zum Hauptschiedsrichter befördert.

## Privates
Neben seiner Tätigkeit als Schiedsrichter ist Boger als Versicherungsmanager aktiv.
Bogers Sohn, Tra Boger, war in der Off-Season 2006 bei den Green Bay Packers unter Vertrag.

## Trivia
Boger ist der dritte afroamerikanische Hauptschiedsrichter in der Geschichte der NFL. Vor ihm waren es Johnny Grier (1988) und Mike Carey (1995).